# قلعه ناگاشینو
قلعه ناگاشینو (انگلیسی: Nagashino Castle) یک قلعه ژاپنی واقع در شرق استان آیچی، در دوره سنگوکو ژاپن بود این قلعه در حال حاضر در شینشیرو، آیچی قرار دارد. این قلعه محل واقع شدن نبرد ناگاشینو بین نیروهای متحد توکوگاوا ایه‌یاسو و اودا نوبوناگا در برابر تاکدا کاتسویوری در سال ۱۵۷۵ میلادی است.